# The Sheriff of Babylon
The Sheriff of Babylon — ограниченная серия комиксов, которую в 2015—2016 годах издавала компания Vertigo.

## Синопсис
Крис Генри — бывший офицер полиции Сан-Диего, ставший военным по контракту, который пытается раскрыть убийство одного из новобранцев иракской полиции.

## Предыстория
Комикс основан на личном опыте Кинга в Ираке, когда он работал офицером контрразведки ЦРУ в 2004 году.

### Выпуски
| №  | Дата выхода     | Оценка на Comic Book Roundup    | Предполагаемый объём продаж (первый месяц) |
| -- | --------------- | ------------------------------- | ------------------------------------------ |
| 1  | 2 декабря 2015  | 9,1 из 10 на основе 19 рецензий | 10 234, позиция в Северной Америке — 200   |
| 2  | 6 января 2016   | 7,8 из 10 на основе 6 рецензий  | 7 063, позиция в Северной Америке — 211    |
| 3  | 3 февраля 2016  | 9,4 из 10 на основе 9 рецензий  | 6 385, позиция в Северной Америке — 226    |
| 4  | 2 марта 2016    | 9,2 из 10 на основе 7 рецензий  | 6 007, позиция в Северной Америке — 240    |
| 5  | 6 апреля 2016   | 9,5 из 10 на основе 11 рецензий | 5 810, позиция в Северной Америке — 261    |
| 6  | 4 мая 2016      | 9,1 из 10 на основе 3 рецензий  | 5 615, позиция в Северной Америке — 274    |
| 7  | 8 июня 2016     | 8,9 из 10 на основе 3 рецензий  | 5 714, позиция в Северной Америке — 296    |
| 8  | 6 июля 2016     | 9,1 из 10 на основе 4 рецензий  | 5 680, позиция в Северной Америке — 271    |
| 9  | 3 августа 2016  | 9,7 из 10 на основе 3 рецензий  | 5 587, позиция в Северной Америке — 296    |
| 10 | 7 сентября 2016 | 8,9 из 10 на основе 7 рецензий  | 5 290, позиция в Северной Америке — 268    |
| 11 | 12 октября 2016 | 8 из 10 на основе 2 рецензий    | 5 177, позиция в Северной Америке — 286    |
| 12 | 2 ноября 2016   | 9,9 из 10 на основе 4 рецензий  | 5 241, позиция в Северной Америке — 283    |

### Сборники
| Название                                      | Тип              | Дата выхода    | Собранный материал           | Кол-во страниц | ISBN          | Предполагаемый объём продаж (первый месяц) |
| --------------------------------------------- | ---------------- | -------------- | ---------------------------- | -------------- | ------------- | ------------------------------------------ |
| The Sheriff of Babylon: Bang. Bang. Bang.     | Мягкая обложка   | 13 июля 2016   | The Sheriff of Babylon #1-6  | 144            | 9781401264666 | 2 556, позиция в Северной Америке — 22     |
| The Sheriff of Babylon Vol. 2: Pow. Pow. Pow. | Мягкая обложка   | 1 февраля 2017 | The Sheriff of Babylon #7-12 | 144            | 9781401267261 | 2 420, позиция в Северной Америке — 16     |
| The Sheriff of Babylon: The Deluxe Edition    | Твёрдый переплёт | 14 марта 2018  | The Sheriff of Babylon #1-12 | 304            | 9781401277918 | 1 236, позиция в Северной Америке — 46     |
| Sheriff of Babylon                            | Мягкая обложка   | 16 марта 2021  | The Sheriff of Babylon #1-12 | 304            | 9781779509130 | н/д                                        |

## Отзывы
На сайте Comic Book Roundup серия имеет оценку 9,1 из 10 на основе 78 рецензий. Грег Макэлхаттон из Comic Book Resources писал, что первый выпуск «захватывает дух». Его коллега Кристоф Богач из лучших качеств комикса отмечал актуальность и нравственно сложных персонажей. Лэн Питтс из Newsarama дал первому выпуску 9 баллов из 10 и сравнил его с фильмом «Траффик». Джефф Марсик с того же портала поставил дебюту оценку 10 из 10 и акцентировал внимание на «увлекательном и переплетённом стиле повествования», также похвалив художника. Оливер Сава из The A.V. Club назвал комикс «суровым». Грэм Вертью из The Guardian подчёркивал, что «лаконичный текст Кинга отражает непостоянство и циничную реальную политику Багдада». Джошуа Ривера из GQ выделял, что комикс «отличается от других».